# Coppa delle Coppe 1987-1988 (pallacanestro maschile)
La Coppa delle Coppe 1987-1988 di pallacanestro maschile venne vinta dal CSP Limoges.

## Risultati

### Primo turno
| Squadra 1         | Totale    | Squadra 2             | Andata  | Ritorno |
| ----------------- | --------- | --------------------- | ------- | ------- |
| Panellīnios       | 145 - 159 | Porto                 | 84-82   | 61-77   |
| Bajai             | 162 176   | Alvik                 | 97-98   | 65-78   |
| Champel Ginevra   | 200 - 202 | Levski-Spartak Sofia  | 116-115 | 84-87   |
| Polycell Kingston | 166 - 164 | Direktbank Den Helder | 84-82   | 84-82   |

### Ottavi di finale
| Squadra 1            | Totale    | Squadra 2           | Andata | Ritorno |
| -------------------- | --------- | ------------------- | ------ | ------- |
| Sparkasse Wels       | 156 - 222 | IMT Belgrado        | 87-97  | 69-125  |
| ENAD                 | 90 - 244  | Scavolini Pesaro    | 41-143 | 49-101  |
| UU-Korihait          | 198 - 231 | CSP Limoges         | 94-123 | 104-108 |
| AB Contern           | 136 - 187 | Ram Joventut        | 67-83  | 69-104  |
| Porto                | 182 - 202 | RUS Mariembourg     | 91-86  | 91-116  |
| Alvik                | 177 - 188 | Hapoel Galil Elyon  | 93-95  | 84-93   |
| Levski-Spartak Sofia | 159 - 180 | Bayer 04 Leverkusen | 92-86  | 67-94   |
| Galatasaray          | 129-138   | Polycell Kingston   | 67-57  | 62-81   |

### Quarti di finale

#### Gruppo A
|    | Squadra             | G | V | P | PF  | PS  | Dif | P.ti |
| -- | ------------------- | - | - | - | --- | --- | --- | ---- |
| 1. | CSP Limoges         | 6 | 6 | 0 | 650 | 589 | +61 | 12   |
| 2. | Bayer 04 Leverkusen | 6 | 3 | 3 | 546 | 549 | -3  | 9    |
| 3. | Polycell Kingston   | 6 | 2 | 4 | 580 | 601 | -21 | 8    |
| 4. | IMT Belgrado        | 6 | 1 | 5 | 550 | 587 | -37 | 7    |

#### Gruppo B
|    | Squadra            | G | V | P | PF  | PS  | Dif | P.ti |
| -- | ------------------ | - | - | - | --- | --- | --- | ---- |
| 1. | Ram Joventut       | 6 | 5 | 1 | 578 | 530 | +48 | 11   |
| 2. | Scavolini Pesaro   | 6 | 4 | 2 | 566 | 528 | +38 | 10   |
| 3. | Hapoel Galil Elyon | 6 | 3 | 3 | 527 | 536 | -9  | 9    |
| 4. | RUS Mariembourg    | 6 | 0 | 6 | 484 | 561 | -77 | 6    |

|  | Qualificate alle semifinali |
|  | Eliminata                   |

### Semifinali
| Squadra 1    | Totale    | Squadra 2           | Andata | Ritorno |
| ------------ | --------- | ------------------- | ------ | ------- |
| CSP Limoges  | 193 - 179 | Scavolini Pesaro    | 102-86 | 91-93   |
| Ram Joventut | 177 - 171 | Bayer 04 Leverkusen | 97-74  | 80-97   |

### Finale
| Squadra 1   | Risultato  | Squadra 2    |
| ----------- | ---------- | ------------ |
| CSP Limoges | 96 - 89dts | Ram Joventut |

| Coppa delle Coppe 1987-1988 |
| --------------------------- |
| CSP Limoges 1º titolo       |

## Formazione vincitrice
| N° | Naz.                   | Ruolo | Sportivo           |  | Alt. |  |
| -- | ---------------------- | ----- | ------------------ |  | ---- |  |
| 4  | Francia (bandiera)     | P     | Gregor Beugnot     |  |      |  |
| 5  | Francia (bandiera)     | A     | Alain Forestier    |  |      |  |
| 6  | Francia (bandiera)     | A     | Jean-Luc Hribersek |  |      |  |
| 7  | Francia (bandiera)     | G     | Richard Dacoury    |  |      |  |
| 8  | Francia (bandiera)     | C     | Frédéric Guinot    |  |      |  |
| 9  | Francia (bandiera)     | AG    | Stéphane Ostrowski |  |      |  |
| 10 | Francia (bandiera)     | AP    | Hugues Occansey    |  |      |  |
| 11 | Stati Uniti (bandiera) | GA    | Don Collins        |  |      |  |
| 12 | Francia (bandiera)     | C     | Laurent Vinsou     |  |      |  |
| 13 | Francia (bandiera)     | P     | Jacques Monclar    |  |      |  |
| 14 | Francia (bandiera)     | C     | Georges Vestris    |  |      |  |
| 15 | Stati Uniti (bandiera) | AG    | Clarence Kea       |  |      |  |
| 20 | Francia (bandiera)     | P     | Franck Macaire     |  |      |  |
|    | Francia (bandiera)     | All.  | Michel Gomez       |  |      |  |